# Louis Baron (évêque)
Pour les articles homonymes, voir Louis Baron et Baron.
Louis-Jules Baron, né le 5 août 1838 à Vaugrigneuse, et mort le 28 mai 1898 à Paris,, est un prélat français, évêque d'Angers de 1896 à 1898.

## Biographie
Fils de Louis-Alexis Baron, instituteur de 27 ans, et de Louise-Célestine-Suzanne Mermel, son épouse de 25 ans, Louis-Jules Baron est ordonné prêtre pour l'archidiocèse de Paris le 21 décembre 1861. Chapelain de Sainte-Geneviève, vicaire à Charonne puis 1er Vicaire à la paroisse Saint-Laurent de Paris, il est ensuite promu curé de Saint-Georges de la Villette puis de Notre-Dame-des-Champs.
Nommé évêque d'Angers le 30 mai 1896, préconisé le 25 juin suivant, il est sacré le 24 août, la veille de la Saint-Louis, en l'église Notre-Dame-des-Champs par François Richard de La Vergne, cardinal-archevêque de Paris, assisté d'Étienne-Marie Potron, évêque de Jéricho et de Edwin Bonnefoy, évêque de La Rochelle et Saintes. Par sa brièveté, son épiscopat, de moins de deux ans, marque peu le diocèse d'Angers : il succède ainsi à François-Désiré Mathieu, intellectuel appelé à une brillante carrière, et précède Joseph Rumeau qui présidera pendant 42 ans aux destinées de l'église angevine. 
Venu à Paris aux fins de prendre part à une cérémonie de confirmation, il décède promptement, le 28 mai 1898, chez les prêtres de Saint-François-de-Sales, avenue de Tourville, des suites d'une congestion pulmonaire contractée quelques jours plus tôt. Ses obsèques sont célébrées le 2 juin suivant à Notre-Dame-des-Champs, le prélat étant inhumé, conformément à ses vœux, dans le caveau familial à Vaugrigneuse.

## Armes
Écartelé : d'argent à la croix de Jérusalem de gueules et de gueules à la clef haute d'argent, au chef cousu d'azur chargé de deux fleurs de lys d'or.